# Hizb ut-Tahrir

Vlajka organizace

Hizb ut-Tahrir (arabsky حزب التحرير, česky „Strana osvobození“) je mezinárodní panislámská politická organizace. Jejím cílem je sjednotit všechny muslimské země jako islámský stát nebo chalífát. Organizace byla založena v roce 1953 jako Sunnitská muslimská organizace v Jeruzalémě. Zakladatelem byl Taqiuddin al-Nabhani, islámský učenec a odvolací soudce (kádí) z palestinské vesnice Ijzim. Od té doby se Hizb ut-Tahrir rozšířila do více než 50 zemí a podle odhadu má asi jeden milion členů. Hizb ut-Tahrir je velmi aktivní na Západě, zejména ve Velké Británii, a je také aktivní v několika arabských a středoasijských zemích, přesto, že je zakázán některými vládami. Skupina má také rostoucí popularitu v Severní Americe. Hizb ut-Tahrir je také silně antisionistický a Izrael označuje za "nelegální entitu", která musí být demontována.